# Třída Devonshire (1903)
Třída Devonshire byla třída pancéřových křižníků Britského královského námořnictva. Celkem bylo postaveno šest jednotek této třídy. Ve službě byly v letech 1905–1922. Účastnily se první světové války. Jedna ve službě ztroskotala, druhá byla potopena a zbývající byly vyřazeny do roku 1922.

## Stavba
Stavba šesti pancéřových křižníků této třídy byla objednána v rámci stavebního programu pro roky 1901/1902. Plavidla představovala vylepšenou verzi třídy Monmouth. Měla mít silnější výzbroj a zesílené pancéřování, přičemž nárůst výtlaku byl omezen na 1000 tun, aby rychlost poklesla o méně než jeden uzel.
Jednotky třídy Devonshire:
| Jméno      | Loděnice                  | Založení kýlu   | Spuštěna       | Vstup do služby   | Poznámka                                                            |
| ---------- | ------------------------- | --------------- | -------------- | ----------------- | ------------------------------------------------------------------- |
| Antrim     | John Brown, Clydebank     | 27. srpna 1902  | 8. října 1903  | 23. června 1905   | Prodán do šrotu 1922.                                               |
| Argyll     | Scott, Greenock           | 1. září 1902    | 3. března 1904 | prosinec 1905     | Dne 28. října 1915 ztroskotal poblíž Dundee.                        |
| Carnarvon  | Beardmore, Dalmuir        | 1. října 1902   | 7. října 1903  | 29. května 1905   | Prodán do šrotu 1921.                                               |
| Devonshire | Chatham Dockyard          | 25. března 1902 | 30. dubna 1904 | 24. srpna 1905    | Prodán do šrotu 1921.                                               |
| Hampshire  | Armstrongs, Elwsick       | 1. září 1902    | 24. září 1903  | 15. července 1905 | Dne 5. června 1916 se poblíž Shetlandských ostrovů potopil na mině. |
| Roxburgh   | London & Glasgow, Glasgow | 13. června 1902 | 19. ledna 1904 | 5. září 1905      | Prodán do šrotu 1921.                                               |

## Konstrukce

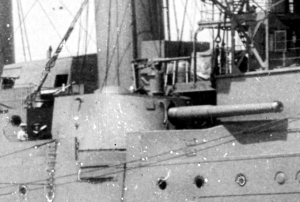
Jedno ze 190mm děl křižníku Antrim

Třída Devonshire měla opět čtyři komíny a do její výzbroje se vrátila těžká děla. Oproti předchozí třídě mírně vzrostl výtlak. Čtyři 190mm kanóny byly neseny v jednodělových věžích. Jedna věž stála na přídi lodi, jedna na zádi a zbylé dvě po stranách můstku a jejich hlavně směřovaly vpřed (v místech, kde měla třída Monmouth přední kasematy). Sekundární výzbroj představovalo šest 152mm kanónů, které doplňovaly dva 76mm kanóny, osmnáct 47mm kanonů a dva 457mm  torpédomety. Trup byl rozdělen na osmnáct vodotěsných oddělení. Pohonný systém tvořilo 21–23 kotlů a dva čtyřválcové parní stroje s trojnásobnou expanzí, o výkonu 21 000 ihp, pohánějící dva lodní šrouby. Na této třídě byly testovány různé typy vodotrubních kotlů. Nejvyšší rychlost dosahovala 22 uzlů.

## Osudy

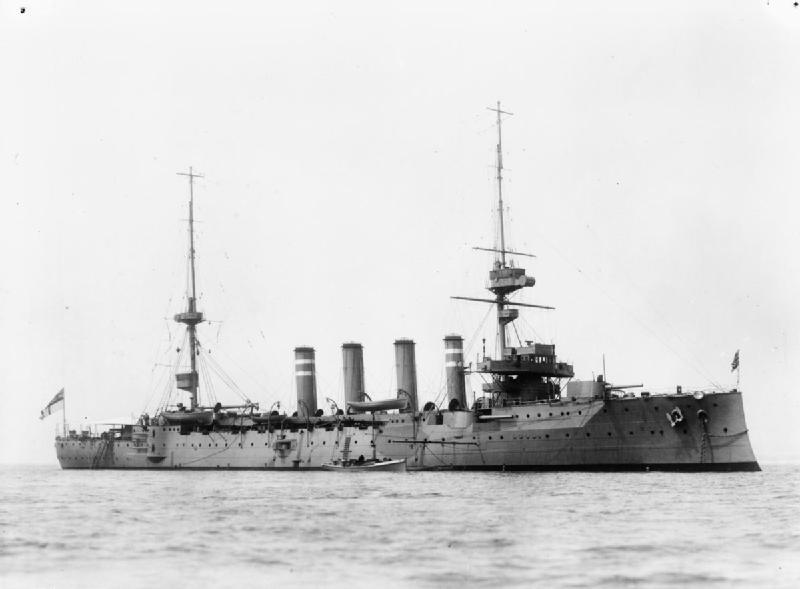
HMS Hampshire

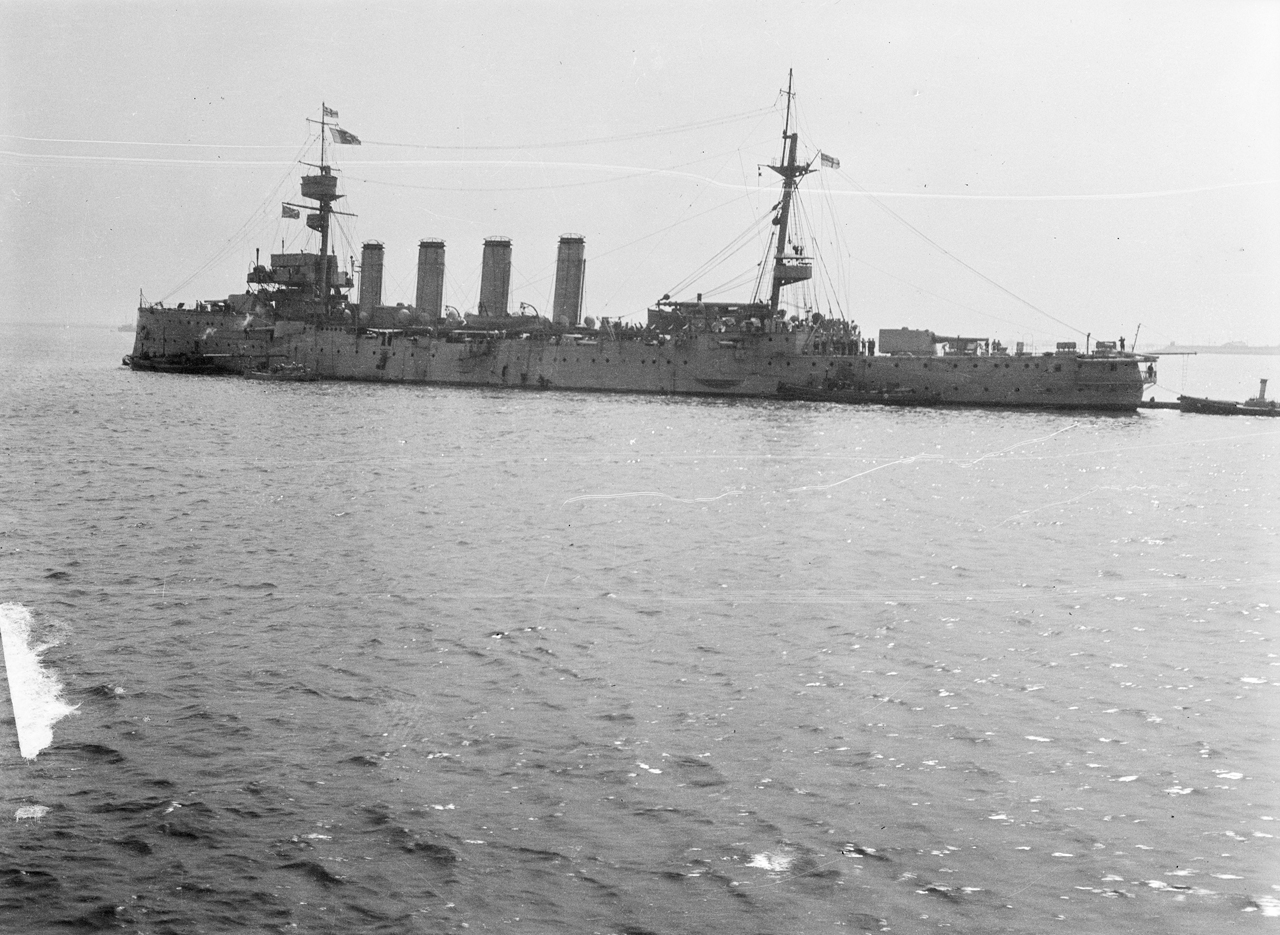
HMS Hampshire

Argyll ztroskotal 28. října 1915 na útesu Bell Rock poblíž skotského přístavu Dundee. Carnarvon se účastnil zničení německé východoasijské eskadry admirála Spee v bitvě u Falklandských ostrovů.
Hampshire bojoval na přelomu května a června 1915 v bitvě u Jutska. Bitvu přečkal bez poškození a po jejím skončení byl pověřen dopravit britského maršála Horatia Kitchenera ze Scapa Flow do Archangelsku na diplomatickou misi. Dne 5. června 1916 se však Hampshire poblíž Orknejí potopil mině německé ponorky U 75. Zahynul maršál Kitchener a celá posádka, celkem 737 lidí. Přežilo 12 mužů.
Křižníku Roxburgh se podařilo dne 12. února 1918 u pobřeží Irska taranovat a potopit německou ponorku U 89. Čtyři zbylé lodě, které přečkaly válku, byly v letech 1920–1922 prodány k sešrotování.